# Cryptocarya vidalii
Cryptocarya vidalii là loài thực vật có hoa trong họ Nguyệt quế. Loài này được (Elmer) Merr. miêu tả khoa học đầu tiên năm 1917.